# ريتشارد كرايغ هيل
ريتشارد كرايغ هيل هو سائق سباق كندي، ولد في 9 يناير 1934 في هاميلتون في كندا، وتوفي في 1 نوفمبر 2012 في West Elgin, Ontario ‏ في كندا.